# Carl Stucki

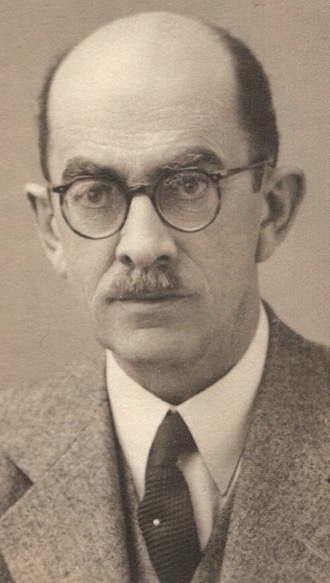
Carl Stucki

Carl (eigentlich Karl) Theodor Stucki, auch Charles Stucki, (* 24. April 1889 in Gaiserwald; † 8. Februar 1963 in Bern) war ein Schweizer Diplomat, der im Eidgenössischen Politischen Departement (heute Eidgenössisches Departement für auswärtige Angelegenheiten) sowie in Österreich, Griechenland und Korea wirkte. In jüngeren Jahren war er als Germanist tätig.
Das Attribut «klein», mit dem sein Name von Zeitgenossen versehen wurde («der kleine Stucki»), diente zur Unterscheidung von seinem Kollegen Walter Stucki («der grosse Stucki»).

## Jugend und Ausbildung
Stucki kam im St. Galler Fürstenland zur Welt, war aber von Vaters Seite her Bürger der bernischen Gemeinde Otterbach bei Oberdiessbach (heute zu Linden gehörig). Nach dem Besuch des Gymnasiums in St. Gallen studierte er Germanische Philologie an den Universitäten von München, Berlin und – ab 1911 – Zürich. Seine Promotion erfolgte bei Albert Bachmann mit einer Arbeit über den höchstalemannischen Dialekt von Jaun im Kanton Freiburg (Teildruck 1916, vollständiger Druck 1917).

## Wirken

### Als Germanist
1914 wurde Stucki als Nachfolger Wilhelm Wigets Redaktor am Schweizerischen Idiotikon, wo sein Doktorvater als Chefredaktor amtete. Während des Ersten Weltkrieges konnte Stucki aufgrund militärischen Aktivdiensts einerseits und reduzierter Subventionen anderseits nur beschränkt für das Wörterbuch arbeiten, und 1919 schied er, da der Leitende Ausschuss des Idiotikons seinen Lohnforderungen nicht nachkommen konnte, aus der Redaktion aus.
Obwohl nun nicht mehr beruflich als Germanist tätig, schrieb Stucki im Auftrag des Orell-Füssli-Verlags anschliessend eine schweizerdeutsche Grammatik, die den französisch- und italienischsprachigen Schweizern sowie den Ausländern in der Deutschschweiz das Verstehen und Erlernen des alemannischen Dialekts erleichtern sollte. Diese synchronisch sowie kontrastiv zur deutschen Schriftsprache konzipierte, 1921 herausgekommene Publikation war die erste ihrer Art. Es sollte rund zwanzig weitere Jahre dauern, bis Arthur Baur seine Praktische Sprachlehre des Schweizerdeutschen verfasste, der sich im Wesentlichen erst wieder seit der Jahrtausendwende zahlreiche weitere Dialektlehrbücher anschlossen, und gegen dreissig Jahre, bis mit Albert Webers Zürichdeutscher Grammatik eine erste umfassende Mundartgrammatik erschien, die sich als wegweisend für weitere schweizerdeutsche Dialektgrammatiken erweisen sollte.

### Im diplomatischen Dienst
1919 fand Stucki im damaligen Eidgenössischen Politischen Departement, dem Schweizer Aussenministerium, eine neue Anstellung. Zunächst arbeitete er – als ausgebildeter Germanist – in der Presseabteilung des Departements. 1925/6 war er Schweizer Legationssekretär in Wien. 1928 wurde er Protokollchef und Leiter des konsularischen Dienstes. 1929 wurde er zum Zweiten und 1933 zum Ersten Sektionschef befördert. Ab 1942 arbeitete er als stellvertretender Chef der Abteilung für Auswärtiges und als Leiter der Politischen Sektion.
Von 1946 bis zu seiner Pensionierung 1954 war Stucki Schweizer Gesandter mit dem Titel eines «Ministers» in Athen. 1955 wurde er aus dem Ruhestand zurückgerufen und wirkte für ein halbes Jahr in Südkorea als interimistischer Chef der neutralen Überwachungskommission für die Einhaltung des Waffenstillstands (Neutral Nations Supervisory Commission) nach dem Koreakrieg.
1959 erhielt Stucki den Auftrag, eine vertrauliche Sammlung von Dokumenten über die Geschichte der internationalen Beziehungen der Schweiz zusammenzustellen; im Zentrum standen diejenigen zu den Vereinigten Staaten im 20. Jahrhundert.

## Familie
Stucki heiratete Clotilde (genannt Colette) de Weck, eine Mitarbeiterin im Eidgenössischen Politischen Departement und Tochter eines Freiburger Oberamtmanns (Regierungsstatthalters) und späteren Zeughausinspektors Maurice de Weck.

## Germanistische Publikationen
- Orts- und Flurnamen von St. Gallen und Umgebung. In: Die Stadt St. Gallen und ihre Umgebung. Eine Heimatkunde. Hrsg. von der städt. Lehrerschaft. Fehr, St. Gallen 1916, S. 265–314.
- Die Mundart von Jaun im Kanton Freiburg. Lautlehre und Flexion. Diss. Univ. Zürich. Huber, Frauenfeld 1917 (Beiträge zur Schweizerdeutschen Grammatik X).
- Nachwort in: Schweizerdeutsche Sprichwörter. Rascher, Zürich 1918.
- Artikel im Schweizerischen Idiotikon, Band VIII (abgeschlossen 1920).
- Schweizerdeutsch. Abriss einer Grammatik mit Laut- und Formenlehre. Orell Füssli, Zürich 1921.